# Садоха Володимир Петрович
Володимир Петрович Садоха (нар. 19 лютого 1994, Львів, Україна) — український футболіст, півзахисник.

## Життєпис
Вихованець СДЮШОР «Карпати» (Львів) та академії донецького «Шахтаря». Перший тренер — Олег Бойчишин. Після випуску залишився у структурі донеччан. Грав спочатку у молодіжній команді «гірників», а потім у команді «Шахтар-3» у другій лізі чемпіонату України. Після початку війни на Донбасі «Шахтар-3» спочатку був змушений переїхати до Полтави, а пізніше — і зовсім розформували. Опинившись без ігрової практики, Садоха прийняв пропозицію Олега Бойчишина, який на той час працював спортивним директором литовського «Утенісу», перейти до цієї команди. В А-Лізі свій єдиний матч зіграв 27 серпня 2015 року проти «Гранітаса», замінивши на 65-й хвилині Повіласа Красновскіса. За словами самого футболіста, зіграти більше йому завадили травми: Садоха порвав зв'язки та поїхав додому лікуватися.
Після повернення в Україну грав за «Рух» (Винники), з яким пройшов шлях із аматорів у другу лігу. У 2018 році зіграв 8 матчів у першій українській лізі за МФК «Миколаїв». Далі грав у аматорських клубах Львівської, Хмельницької та Тернопільської областей: «Самбір», «Галичина», «Нива» (Теребовля) й інші.